# Io non abito al mare
Io non abito al mare è un singolo della cantante italiana Francesca Michielin, pubblicato il 17 novembre 2017 come secondo estratto dal terzo album in studio 2640.

## Descrizione
Il brano è stato composto da Michielin in collaborazione con Calcutta ed è stato presentato dalla cantante attraverso la seguente dichiarazione:

## Video musicale
Il video, girato presso il monumento del Cretto di Burri di Gibellina, è stato diretto da Giacomo Triglia ed è stato reso disponibile il 20 novembre 2017 attraverso il canale YouTube della cantante.

## Tracce
Testi e musiche di Francesca Michielin, Edoardo D'Erme e Michele Canova Iorfida.
Download digitale
1. Io non abito al mare – 3:13

7" (Italia) – Io non abito al mare/Vulcano
- Lato A

1. Io non abito al mare – 3:13

- Lato B

1. Vulcano – 3:14

## Classifiche
| Classifica (2018) | Posizione massima |
| ----------------- | ----------------- |
| Italia            | 15                |